# José María Algué
José María Algué (Manresa, 29 de diciembre de 1856-Roquetas, 27 de mayo de 1930) fue un científico e inventor español, especializado en meteorología, padre jesuita. Director del Observatorio de Manila sucediendo a Federico Faura. Inventó el nefoscopio y el barociclonómetro, entre otros instrumentos.

## Biografía
En el año 1871 el joven José María Algué comienza a estudiar en la Compañía de Jesús, congregación religiosa de la que formaría parte el resto de su vida, tras ordenarse sacerdote en 1888. Habiendo prolongado sus estudios con la congregación de la ciudad francesa de Toulouse, volvió a España y estudio Humanidades en el Real Monasterio de Veruela (Zaragoza). Tras siete años en este centro, completó estudios de teología en Tortosa.
Ya siendo sacerdote, en 1890, comienza sus estudios científicos en la Universidad de Barcelona, a fin de satisfacer su vocación por la meteorología, la sismología y la astronomía. En esto sigue en realidad la tradición de la Escuela Universalista Española del siglo XVIII, de la que es su último gran representante junto a Saderra Masó. Realizó prácticas en el Observatorio de La Habana, para poder trabajar con Benito Viñes, y en Georgetown (Estados Unidos), además de en los Estados Pontificios.
Finalmente fue destinado a Filipinas, donde durante años fue colaborador y el más importante discípulo de Federico Faura, en el Observatorio Meteorológico de Manila, que éste había fundado. Tras la muerte de Faura en 1897, Algué fue nombrado su sucesor, cargo que conservó después de que las Filipinas dejaran de ser españolas en 1898.
Fue representante de España y de Estados Unidos, que se habían apoderado de las Filipinas, ante diferentes instituciones, congresos y exposiciones internacionales. Muestra de la autoridad científica de Algué es que el gobierno de este país norteamericano llegó a financiarle en 1900 la publicación en español del libro Gran Atlas de Filipinas.

## Publicaciones
- 1897. Baguíos y ciclones filipinos. Primer libro sobre los tifones en Filipinas, publicado en inglés 7 años después.
- 1897. El Barociclonómetro'’
- 1898. Las nubes en el Archipiélago Filipino.
- 1900. El archipiélago Filipino
- 1900. Gran Atlas de Filipinas

## Reconocimientos
- Miembro honorífico de la Real Sociedad Meteorológica de Londres
- Miembro honorífico de la Academia Pontificia de Roma
- 1959. Es nombrado hijo predilecto de la ciudad de Manresa.